# Damernas singelsculler i rodd vid olympiska sommarspelen 2020
Damernas singelsculler i rodd vid olympiska sommarspelen 2020 avgjordes mellan den 23–30 juli 2021 i Tokyo.
Det var 12:e gången damernas singelsculler fanns med som en gren vid OS. Grenen har varit med i varje upplaga av olympiska sommarspelen sedan 1976.

## Schema
Alla tiderna är UTC+9.
| Datum                | Tid   | Omgång        |
| -------------------- | ----- | ------------- |
| Fredag 23 juli 2021  | 9:30  | Försöksheat   |
| Lördag 24 juli 2021  | 8:00  | Återkval      |
| Söndag 25 juli 2021  | 9:20  | Semifinal E/F |
| Söndag 25 juli 2021  | 11:00 | Kvartsfinaler |
| Torsdag 29 juli 2021 | 10:30 | Semifinal A/B |
| Torsdag 29 juli 2021 | 12:00 | Semifinal C/D |
| Fredag 30 juli 2021  | 7:55  | Final F       |
| Fredag 30 juli 2021  | 8:15  | Final E       |
| Fredag 30 juli 2021  | 8:25  | Final D       |
| Fredag 30 juli 2021  | 8:45  | Final C       |
| Fredag 30 juli 2021  | 9:05  | Final B       |
| Fredag 30 juli 2021  | 9:33  | Final A       |

## Resultat

### Försöksheat
De tre första i varje försöksheat gick vidare till kvartsfinal medan övriga gick till återkvalet.

#### Försöksheat 1
| Placering | Bana | Roddare            | Land     | Tid      | Noteringar |
| --------- | ---- | ------------------ | -------- | -------- | ---------- |
| 1         | 2    | Kara Kohler        | USA      | 7.49,71  | Q          |
| 2         | 1    | Tatsiana Klimovich | Belarus  | 7.51,86  | Q          |
| 3         | 6    | Nazanin Malaei     | Iran     | 7.59,01  | Q          |
| 4         | 4    | Alejandra Alonso   | Paraguay | 8.11,88  | R          |
| 5         | 5    | Esther Toko        | Nigeria  | 8.58,49  | R          |
| 6         | 3    | Esraa Khogali      | Sudan    | 10.18,27 | R          |

#### Försöksheat 2
| Placering | Bana | Roddare              | Land                | Tid     | Noteringar |
| --------- | ---- | -------------------- | ------------------- | ------- | ---------- |
| 1         | 5    | Sanita Pušpure       | Irland              | 7.46,08 | Q          |
| 2         | 6    | Kenia Lechuga        | Mexiko              | 7.54,21 | Q          |
| 3         | 2    | Anneta Kyridou       | Grekland            | 7.54,28 | Q          |
| 4         | 3    | Felice Aisha Chow    | Trinidad och Tobago | 8.02,02 | R          |
| 5         | 1    | Kathleen Grace Noble | Uganda              | 8.21,85 | R          |
| 6         | 4    | Joan Poh             | Singapore           | 8.31,12 | R          |

#### Försöksheat 3
| Placering | Bana | Roddare             | Land        | Tid     | Noteringar |
| --------- | ---- | ------------------- | ----------- | ------- | ---------- |
| 1         | 3    | Hanna Prakatsen     | ROC         | 7.48,74 | Q          |
| 2         | 5    | Jiang Yan           | Kina        | 7.53,14 | Q          |
| 3         | 1    | Veronica Toro Arana | Puerto Rico | 8.11,57 | Q          |
| 4         | 4    | Winne Hung          | Hongkong    | 8.17,79 | R          |
| 5         | 2    | Sarah Fraincart     | Marocko     | 8.32,78 | R          |

#### Försöksheat 4
| Placering | Bana | Roddare           | Land           | Tid     | Noteringar |
| --------- | ---- | ----------------- | -------------- | ------- | ---------- |
| 1         | 3    | Victoria Thornley | Storbritannien | 7.44,30 | Q          |
| 2         | 5    | Jeannine Gmelin   | Schweiz        | 7.47,20 | Q          |
| 3         | 1    | Lovisa Claesson   | Sverige        | 7.58,41 | Q          |
| 4         | 2    | Evidelia González | Nicaragua      | 8.25,18 | R          |
| 5         | 4    | Claire Ayivon     | Togo           | 8.48,07 | R          |

#### Försöksheat 5
| Placering | Bana | Roddare          | Land      | Tid     | Noteringar |
| --------- | ---- | ---------------- | --------- | ------- | ---------- |
| 1         | 2    | Magdalena Lobnig | Österrike | 7.37,91 | Q          |
| 2         | 4    | Carling Zeeman   | Kanada    | 7.40,72 | Q          |
| 3         | 5    | Maike Diekmann   | Namibia   | 7.56,37 | Q          |
| 4         | 1    | Milena Venega    | Kuba      | 8.03,00 | R          |
| 5         | 3    | Tala Abujbara    | Qatar     | 8.06,29 | R          |

#### Försöksheat 6
| Placering | Bana | Roddare         | Land             | Tid     | Noteringar |
| --------- | ---- | --------------- | ---------------- | ------- | ---------- |
| 1         | 5    | Emma Twigg      | Nya Zeeland      | 7.35,22 | Q          |
| 2         | 1    | Sophie Souwer   | Nederländerna    | 7.39,96 | Q          |
| 3         | 3    | Jovana Arsić    | Serbien          | 7.46,74 | Q          |
| 4         | 4    | Huang Yi-ting   | Kinesiska Taipei | 8.04,59 | R          |
| 5         | 2    | Jeong Hye-jeong | Sydkorea         | 8.12,15 | R          |

### Återkval
De två första i varje återkval gick vidare till kvartsfinal. Övriga gick till semifinal E/F (inte tävlande för medaljer).

#### Återkval 1
| Placering | Bana | Roddare          | Land             | Tid     | Noteringar |
| --------- | ---- | ---------------- | ---------------- | ------- | ---------- |
| 1         | 4    | Alejandra Alonso | Paraguay         | 8.08,91 | Q          |
| 2         | 3    | Huang Yi-ting    | Kinesiska Taipei | 8.11,56 | Q          |
| 3         | 2    | Tala Abujbara    | Qatar            | 8.16,88 | QEF        |
| 4         | 1    | Joan Poh         | Singapore        | 8.40,06 | QEF        |
| 5         | 5    | Sarah Fraincart  | Marocko          | 8.42,78 | QEF        |

#### Återkval 2
| Placering | Bana | Roddare           | Land                | Tid     | Noteringar |
| --------- | ---- | ----------------- | ------------------- | ------- | ---------- |
| 1         | 2    | Felice Chow       | Trinidad och Tobago | 8.15,94 | Q          |
| 2         | 1    | Jeong Hye-jeong   | Sydkorea            | 8.26,73 | Q          |
| 3         | 3    | Evidelia González | Nicaragua           | 8.37,55 | QEF        |
| 4         | 4    | Esther Toko       | Nigeria             | 9.07,54 | QEF        |

#### Återkval 3
| Placering | Bana | Roddare              | Land     | Tid      | Noteringar |
| --------- | ---- | -------------------- | -------- | -------- | ---------- |
| 1         | 3    | Milena Venega        | Kuba     | 8.17,30  | Q          |
| 2         | 2    | Winne Hung           | Hongkong | 8.23,58  | Q          |
| 3         | 4    | Kathleen Grace Noble | Uganda   | 8.36,01  | QEF        |
| 4         | 1    | Claire Ayivon        | Togo     | 9.04,23  | QEF        |
| 5         | 5    | Esraa Khogali        | Sudan    | 10.25,94 | QEF        |

### Kvartsfinaler
De tre första i varje kvartsfinal gick vidare till semifinal A/B, medan övriga gick till semifinal C/D (inte tävlande för medaljer).

#### Kvartsfinal 1
| Placering | Bana | Roddare          | Land     | Tid     | Noteringar |
| --------- | ---- | ---------------- | -------- | ------- | ---------- |
| 1         | 4    | Sanita Pušpure   | Irland   | 7.58,30 | SF A/B     |
| 2         | 3    | Kara Kohler      | USA      | 7.59,39 | SF A/B     |
| 3         | 5    | Jiang Yan        | Kina     | 8.00,01 | SF A/B     |
| 4         | 2    | Jovana Arsić     | Serbien  | 8.09,37 | SF C/D     |
| 5         | 6    | Alejandra Alonso | Paraguay | 8.29,80 | SF C/D     |
| 6         | 1    | Winne Hung       | Hongkong | 8.36,37 | SF C/D     |

#### Kvartsfinal 2
| Placering | Bana | Roddare           | Land           | Tid     | Noteringar |
| --------- | ---- | ----------------- | -------------- | ------- | ---------- |
| 1         | 3    | Hanna Prakatsen   | ROC            | 7.49,64 | SF A/B     |
| 2         | 5    | Carling Zeeman    | Kanada         | 7.57,58 | SF A/B     |
| 3         | 4    | Victoria Thornley | Storbritannien | 7.59,93 | SF A/B     |
| 4         | 2    | Lovisa Claesson   | Sverige        | 8.16,99 | SF C/D     |
| 5         | 6    | Milena Venega     | Kuba           | 8.25,26 | SF C/D     |
| 6         | 1    | Jeong Hye-jeong   | Sydkorea       | 8.38,70 | SF C/D     |

#### Kvartsfinal 3
| Placering | Bana | Roddare             | Land                | Tid     | Noteringar |
| --------- | ---- | ------------------- | ------------------- | ------- | ---------- |
| 1         | 4    | Magdalena Lobnig    | Österrike           | 7.58,20 | SF A/B     |
| 2         | 3    | Sophie Souwer       | Nederländerna       | 7.59,92 | SF A/B     |
| 3         | 2    | Anneta Kyridou      | Grekland            | 8.02,19 | SF A/B     |
| 4         | 5    | Tatsiana Klimovich  | Belarus             | 8.09,04 | SF C/D     |
| 5         | 1    | Felice Chow         | Trinidad och Tobago | 8.21,23 | SF C/D     |
| 6         | 6    | Veronica Toro Arana | Puerto Rico         | 8.35,32 | SF C/D     |

#### Kvartsfinal 4
| Placering | Bana | Roddare         | Land             | Tid     | Noteringar |
| --------- | ---- | --------------- | ---------------- | ------- | ---------- |
| 1         | 3    | Emma Twigg      | Nya Zeeland      | 7.54,96 | SF A/B     |
| 2         | 4    | Jeannine Gmelin | Schweiz          | 8.02,10 | SF A/B     |
| 3         | 1    | Nazanin Malaei  | Iran             | 8.07,32 | SF A/B     |
| 4         | 2    | Kenia Lechuga   | Mexiko           | 8.09,29 | SF C/D     |
| 5         | 5    | Maike Diekmann  | Namibia          | 8.21,69 | SF C/D     |
| 6         | 6    | Huang Yi-ting   | Kinesiska Taipei | 8.34,51 | SF C/D     |

### Semifinaler
De tre första i varje semifinal gick vidare till den bättre finalen (E, C, A) medan övriga gick till den lägre finalen (F, D, B).

#### Semifinal A/B 1
| Placering | Bana | Roddare         | Land          | Tid     | Noteringar |
| --------- | ---- | --------------- | ------------- | ------- | ---------- |
| 1         | 4    | Hanna Prakatsen | ROC           | 7.23,61 | FA         |
| 2         | 5    | Jeannine Gmelin | Schweiz       | 7.25,80 | FA         |
| 3         | 1    | Jiang Yan       | Kina          | 7.27,30 | FA         |
| 4         | 2    | Sophie Souwer   | Nederländerna | 7.29,66 | FB         |
| 5         | 3    | Sanita Pušpure  | Irland        | 7.34,40 | FB         |
| 6         | 6    | Anneta Kyridou  | Grekland      | 7.40,81 | FB         |

#### Semifinal A/B 2
| Placering | Bana | Roddare           | Land           | Tid     | Noteringar |
| --------- | ---- | ----------------- | -------------- | ------- | ---------- |
| 1         | 4    | Emma Twigg        | Nya Zeeland    | 7.20,70 | FA         |
| 2         | 6    | Victoria Thornley | Storbritannien | 7.25,12 | FA         |
| 3         | 3    | Magdalena Lobnig  | Österrike      | 7.25,59 | FA         |
| 4         | 2    | Kara Kohler       | USA            | 7.26,10 | FB         |
| 5         | 5    | Carling Zeeman    | Kanada         | 7.38,28 | FB         |
| 6         | 1    | Nazanin Malaei    | Iran           | 7.45,52 | FB         |

#### Semifinal C/D 1
| Placering | Bana | Roddare             | Land                | Tid     | Noteringar |
| --------- | ---- | ------------------- | ------------------- | ------- | ---------- |
| 1         | 4    | Lovisa Claesson     | Sverige             | 7.35,91 | FC         |
| 2         | 3    | Jovana Arsić        | Serbien             | 7.39,26 | FC         |
| 3         | 5    | Maike Diekmann      | Namibia             | 7.40,77 | FC         |
| 4         | 2    | Felice Chow         | Trinidad och Tobago | 7.45,14 | FD         |
| 5         | 1    | Veronica Toro Arana | Puerto Rico         | 7.53,36 | FD         |
| 6         | 6    | Winne Hung          | Hongkong            | 7.56,30 | FD         |

#### Semifinal C/D 2
| Placering | Bana | Roddare            | Land             | Tid     | Noteringar |
| --------- | ---- | ------------------ | ---------------- | ------- | ---------- |
| 1         | 4    | Kenia Lechuga      | Mexiko           | 7.33,72 | FC         |
| 2         | 3    | Tatsiana Klimovich | Belarus          | 7.33,78 | FC         |
| 3         | 5    | Milena Venega      | Kuba             | 7.41,18 | FC         |
| 4         | 2    | Alejandra Alonso   | Paraguay         | 7.43,33 | FD         |
| 5         | 6    | Huang Yi-ting      | Kinesiska Taipei | 7.56,00 | FD         |
| 6         | 1    | Jeong Hye-jeong    | Sydkorea         | 8.06,32 | FD         |

#### Semifinal E/F 1
| Placering | Bana | Roddare              | Land    | Tid      | Noteringar |
| --------- | ---- | -------------------- | ------- | -------- | ---------- |
| 1         | 3    | Tala Abujbara        | Qatar   | 8.24,24  | FE         |
| 2         | 2    | Kathleen Grace Noble | Uganda  | 8.31,67  | FE         |
| 3         | 1    | Esther Toko          | Nigeria | 9.07,70  | FE         |
| 4         | 4    | Esraa Khogali        | Sudan   | 10.23,52 | FF         |

#### Semifinal E/F 2
| Placering | Bana | Roddare           | Land      | Tid     | Noteringar |
| --------- | ---- | ----------------- | --------- | ------- | ---------- |
| 1         | 2    | Evidelia González | Nicaragua | 8.36,99 | FE         |
| 2         | 4    | Sarah Fraincart   | Marocko   | 8.43,90 | FE         |
| 3         | 3    | Joan Poh          | Singapore | 8.47,77 | FE         |
| 4         | 1    | Claire Ayivon     | Togo      | 9.15,29 | FF         |

### Finaler

#### Final F
| Placering | Bana | Roddare       | Land  | Tid      | Noteringar |
| --------- | ---- | ------------- | ----- | -------- | ---------- |
| 31        | 2    | Claire Ayivon | Togo  | 8.44,42  |            |
| 32        | 1    | Esraa Khogali | Sudan | 10.05,32 |            |

#### Final E
| Placering | Bana | Roddare              | Land      | Tid     | Noteringar |
| --------- | ---- | -------------------- | --------- | ------- | ---------- |
| 25        | 4    | Tala Abujbara        | Qatar     | 8.00,22 |            |
| 26        | 5    | Kathleen Grace Noble | Uganda    | 8.07,00 |            |
| 27        | 3    | Evidelia González    | Nicaragua | 8.10,37 |            |
| 28        | 6    | Joan Poh             | Singapore | 8.21,23 |            |
| 29        | 2    | Sarah Fraincart      | Marocko   | 8.25,38 |            |
| 30        | 1    | Esther Toko          | Nigeria   | 8.42,78 |            |

#### Final D
| Placering | Bana | Roddare             | Land                | Tid     | Noteringar |
| --------- | ---- | ------------------- | ------------------- | ------- | ---------- |
| 19        | 3    | Felice Chow         | Trinidad och Tobago | 7.48,06 |            |
| 20        | 5    | Huang Yi-ting       | Kinesiska Taipei    | 7.52,18 |            |
| 21        | 4    | Alejandra Alonso    | Paraguay            | 7.55,63 |            |
| 22        | 2    | Veronica Toro Arana | Puerto Rico         | 7.57,22 |            |
| 23        | 1    | Winne Hung          | Hongkong            | 8.02,79 |            |
| 24        | 6    | Jeong Hye-jeong     | Sydkorea            | 8.06,13 |            |

#### Final C
| Placering | Bana | Roddare            | Land    | Tid     | Noteringar |
| --------- | ---- | ------------------ | ------- | ------- | ---------- |
| 13        | 5    | Tatsiana Klimovich | Belarus | 7.39,53 |            |
| 14        | 4    | Lovisa Claesson    | Sverige | 7.41,07 |            |
| 15        | 2    | Jovana Arsić       | Serbien | 7.43,30 |            |
| 16        | 3    | Kenia Lechuga      | Mexiko  | 7.43,55 |            |
| 17        | 1    | Milena Venega      | Kuba    | 7.47,40 |            |
| 18        | 6    | Maike Diekmann     | Namibia | 7.52,17 |            |

#### Final B
| Placering | Bana | Roddare        | Land          | Tid     | Noteringar |
| --------- | ---- | -------------- | ------------- | ------- | ---------- |
| 7         | 3    | Sophie Souwer  | Nederländerna | 7.25,96 |            |
| 8         | 2    | Carling Zeeman | Kanada        | 7.29,59 |            |
| 9         | 4    | Kara Kohler    | USA           | 7.29,72 |            |
| 10        | 6    | Anneta Kyridou | Grekland      | 7.36,79 |            |
| 11        | 1    | Nazanin Malaei | Iran          | 7.42,57 |            |
| 12        | 5    | Sanita Pušpure | Irland        | DNS     |            |

#### Final A
| Placering | Bana | Roddare           | Land           | Tid     | Noteringar |
| --------- | ---- | ----------------- | -------------- | ------- | ---------- |
| 1         | 4    | Emma Twigg        | Nya Zeeland    | 7.13,97 | 0OR0       |
| 2         | 3    | Hanna Prakatsen   | ROC            | 7.17,39 |            |
| 3         | 6    | Magdalena Lobnig  | Österrike      | 7.19,72 |            |
| 4         | 5    | Victoria Thornley | Storbritannien | 7.20,39 |            |
| 5         | 2    | Jeannine Gmelin   | Schweiz        | 7.20,91 |            |
| 6         | 1    | Jiang Yan         | Kina           | 7.21,33 |            |